# Khách hàng với Khách hàng
Khách hàng với Khách hàng hay còn gọi là  C2C (viết tắt của Consumer-to-Consumer) là hình thức thương mại điện tử giữa những người tiêu dùng với nhau. Loại hình thương mại điện tử này được phân loại bởi sự tăng trưởng của thị trường điện tử và đấu giá trên mạng, đặc biệt với các ngành theo trục dọc nơi các công ty/doanh nghiệp có thể đấu thầu cho những cái họ muốn từ các nhà cung cấp khác nhau. Đây là tiềm năng lớn nhất cho việc phát triển các thị trường mới.
Loại hình thương mại điện tử này tới theo ba dạng:
- Đấu giá trên một cổng, chẳng hạn như eBay, cho phép đấu giá trên mạng cho những mặt hàng được bán trên web.
- Hệ thống hai đầu như Napster (một giao thức chia sẻ dữ liệu giữa người dùng sử dụng diễn đàn nói chuyện IRC) và các hình thức trao đổi tập tin và tiền.
- Quảng cáo phân loại tại một cổng như Excite Classifieds và eWanted (một thị trường mạng trao đổi qua lại nơi người mua và người bán có thể thương thuyết và với đặc thù "người mua hướng tới & muốn quảng cáo").